# Abdelkader El Khiati
Abdelkader El Khiati (ur. 1945) – marokański piłkarz grający na pozycji pomocnika.

## Kariera klubowa
Abdelkader El Khiati podczas kariery piłkarskiej występował w klubie FAR Rabat.

## Kariera reprezentacyjna
W reprezentacji Maroka Abdelkader El Khiati grał w na przełomie lat sześćdziesiątych i siedemdziesiątych.
W 1969 roku uczestniczył w zakończonych sukcesem eliminacjach Mistrzostw Świata 1970.
W 1970 roku uczestniczył w Mistrzostwach Świata 1970.
Na Mundialu w Meksyku El Khiati był rezerwowym zawodnikiem i wystąpił w meczu Maroka z RFN.